# Bausch & Lomb Championships 2003
Il Bausch & Lomb Championships 2003 è stato un torneo di tennis giocato sulla terra verde. È stata la 24ª edizione del Bausch & Lomb Championships che fa parte della categoria Tier II nell'ambito del WTA Tour 2003. Si è giocato al Racquet Park at the Amelia Island Plantation nella Amelia Island in Florida dal 14 al 20 aprile 2003.

## Campionesse

### Singolare
Elena Dement'eva ha battuto in finale  Lindsay Davenport con il punteggio di 4–6, 7–5, 6–3

### Doppio
Lindsay Davenport /  Lisa Raymond hanno battuto in finale  Virginia Ruano Pascual /  Paola Suárez con il punteggio di 7–5, 6–2